# Animador

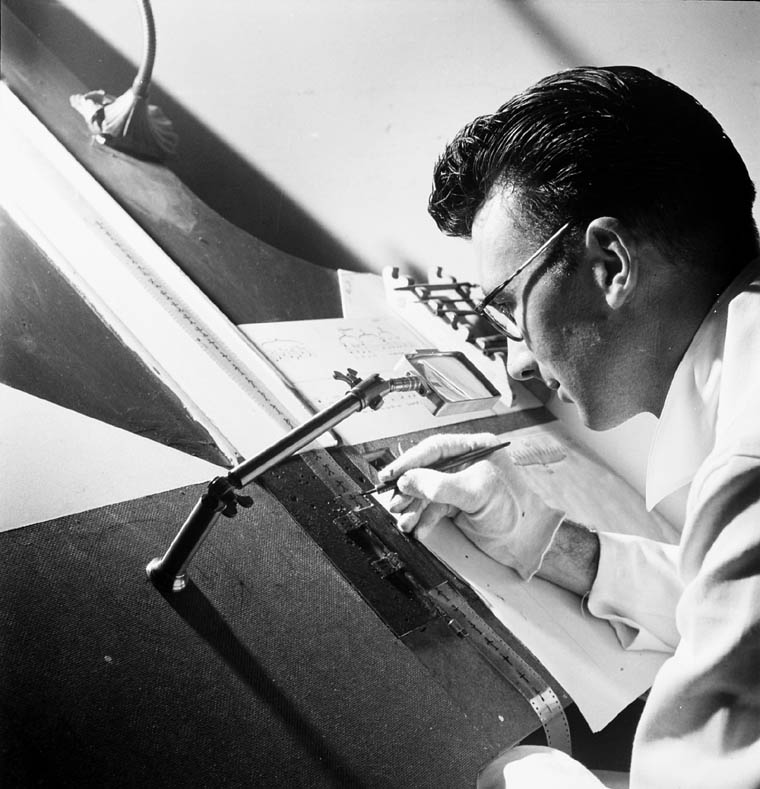
L'animador Norman McLaren, en una foto de 1944, treballant.

Un animador és un artista que crea múltiples imatges que generen la il·lusió de moviment en ser mostrades ràpidament una rere l'altra. Els animadors poden treballar en diverses àrees com el cinema, televisió, videojocs, i internet. Generalment, aquests treballs requereixen la col·laboració de diversos animadors. Els mètodes per crear aquestes imatges depenen de l'animador i estil que vulgui aconseguir.
Els animadors es poden dividir en animadors de personatges (artistes que s'especialitzen en els moviments, diàleg i actuació dels personatges) i animadors d'efectes especials (animen tot el que no sigui un personatge, per exemple vehicles, maquinària, o fenòmens naturals com a aigua, neu, pluja).

## Mètodes
En el passat, l'animació era un ardu procés; cada imatge havia de ser feta a mà, i després traspassades a cel·luloide, on serien delineades i pintades. El producte acabat era després filmat, on cada imatge corresponia a un fotograma.
Els mètodes d'animació han augmentat i variats durant els últims anys - avui en dia els dibuixos animats poden ser creats utilitzant ordinadors perquè el seu procés sigui més barat i ràpid.

## Estudis d'animació destacats
- Gainax
- Pixar
- Disney
- Warner Bros.
- Hanna-Barbera
- Cartoon Network
- Dreamworks Animation
- Big Idea, Inc
- Studio Ghibli
- Blur
- Blue Sky Studios
- Cyriak (vídeos a intenet)